# 亞速沃德意志民族區

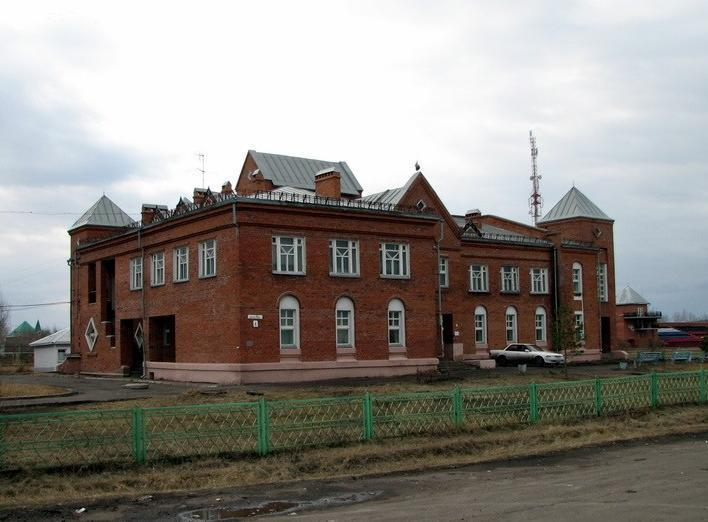

54°42′N 73°02′E / 54.700°N 73.033°E
亞速沃德意志民族區（俄语：Азовский немецкий национальный район），簡稱亞速沃區，是俄羅斯的一個區，位於該國西南部，由鄂木斯克州負責管轄，面積1,400平方公里，2010年人口22,925，主要為德意志人，人口密度每平方公里16.38人。